# Cetonana coenosa
Cetonana coenosa är en spindelart som först beskrevs av Simon 1897.  Cetonana coenosa ingår i släktet Cetonana och familjen flinkspindlar. Inga underarter finns listade i Catalogue of Life.